# Ron Stein
Ronald Arthur Stein –conocido como Ron Stein–  (27 de septiembre de 1937-16 de febrero de 2010) fue un deportista estadounidense que compitió en atletismo adaptado y baloncesto en silla de ruedas. Ganó once medallas de oro en los Juegos Paralímpicos de Verano en los años 1960 y 1964.

## Palmarés internacional
| Juegos Paralímpicos | Juegos Paralímpicos | Juegos Paralímpicos | Juegos Paralímpicos                              |
| Año                 | Lugar               | Medalla             | Prueba                                           |
| ------------------- | ------------------- | ------------------- | ------------------------------------------------ |
| 1960                | Roma (Italia)       | Medalla de oro      | Maza C                                           |
| 1960                | Roma (Italia)       | Medalla de oro      | Peso C                                           |
| 1960                | Roma (Italia)       | Medalla de oro      | Pentatlón clase abierta                          |
| 1964                | Tokio (Japón)       | Medalla de oro      | Disco D                                          |
| 1964                | Tokio (Japón)       | Medalla de oro      | Jabalina D                                       |
| 1964                | Tokio (Japón)       | Medalla de oro      | Maza D                                           |
| 1964                | Tokio (Japón)       | Medalla de oro      | Peso D                                           |
| 1964                | Tokio (Japón)       | Medalla de oro      | Pentatlón clase especial                         |
| 1964                | Tokio (Japón)       | Medalla de oro      | Carrera de velocidad baja en silla de ruedas T10 |

| Juegos Paralímpicos | Juegos Paralímpicos | Juegos Paralímpicos | Juegos Paralímpicos        |
| Año                 | Lugar               | Medalla             | Competición                |
| ------------------- | ------------------- | ------------------- | -------------------------- |
| 1960                | Roma (Italia)       | Medalla de oro      | Torneo masculino (clase B) |
| 1964                | Tokio (Japón)       | Medalla de oro      | Torneo masculino (clase B) |